# Rovné (district de Svidník)
Rovné est un village de Slovaquie situé dans la région de Prešov.

## Histoire
Première mention écrite du village en 1414.

## Démographie

### Évolution de la population
| Année:               | 1994. | 2004.   | 2014.   | 2024.   |
| -------------------- | ----- | ------- | ------- | ------- |
| Nombre de personnes: | 513   | 506     | 491     | 456     |
| Différence:          |       | -1,36 % | -2,96 % | -7,12 % |

| Année:               | 2023. | 2024.   |
| -------------------- | ----- | ------- |
| Nombre de personnes: | 453   | 456     |
| Différence:          |       | +0,66 % |